# The Love Freekz
The Love Freekz hadden in februari 2005 een klein hitje met Shine, dat een sample bevat van Shine a little love van Electric Light Orchestra.

## Discografie

### Singles
met hitnoteringen in de Nederlandse Top 40
| Titel | Verschijnings- datum | Datum van binnenkomst | Hoogste positie | Aantal weken | Opmerkingen |
| ----- | -------------------- | --------------------- | --------------- | ------------ | ----------- |
| Shine |                      | 12-2-2005             | tip 15          |              |             |